# Sietze Albert Veenstra
Sietze Albert Veenstra (Langezwaag, 5 juni 1897 - Zuidlaren, 23 december 1981), meestal S.A. Veenstra genoemd, was een Nederlandse architect. Hij was vooral werkzaam in het noorden van het land en met name in en om het Groninger dorp Middelstum, waar hij gemeente-architect was. Veenstra geldt als een vertegenwoordiger van de Amsterdamse School.

## Leven en werk
Sietze Veenstra was een zoon van een sigarenhandelaar en een moeder die afkomstig was uit een timmermansfamilie. Hij ging op zijn veertiende zelf ook bij een timmerman werken. Zo werd hij door praktijkervaring, die hij aanvulde met avondstudie, geschoold tot bouwkundige. Tot zijn vroege werken behoort het landhuis De Zandhoeve (1930) in Beetsterzwaag, de toenmalige ambtswoning van de burgemeester van Opsterland. Veenstra trad in 1930 als opzichter in dienst bij gemeentewerken in Middelstum. Nadat tegen het einde van de jaren dertig de gemeentewerken van Kantens, Middelstum en Stedum waren samengegaan, werd hij gemeente-architect van Middelstum. Veenstra ontwierp er een groot aantal woonhuizen en enkele boerderijen en scholen, alle in een kenmerkende, sober aandoende vorm van de stijl van de Amsterdamse School. Ook ontwierp hij meubels en wandbetimmeringen. Na de oorlog koos Veenstra net als meer vakgenoten in die tijd voor een meer functionalistische stijl.
In 1962 ging Veenstra met pensioen en verhuisde hij naar het Drentse Zuidlaren, waar hij in 1981 op 84-jarige leeftijd is overleden. Verschillende bouwwerken van zijn hand zijn aangewezen als rijksmonument.

## Werken (selectie)

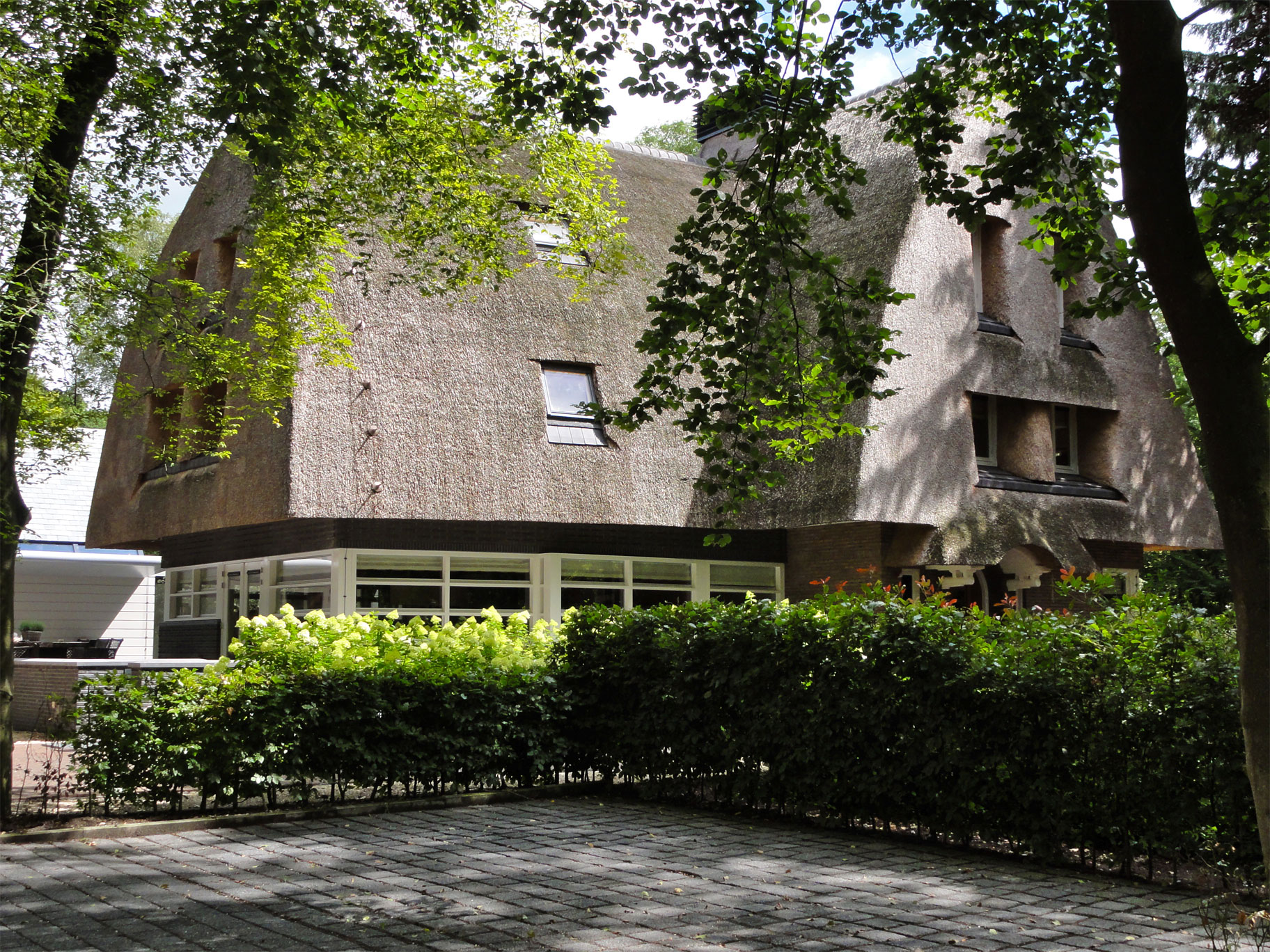
Landhuis De Zandhoeve (1929-'30) in Beetsterzwaag (2010)

- 1929-'30: Landhuis De Zandhoeve, Beetsterzwaag[1]
- 1932: Schuur bij de borg Ewsum, Middelstum[2]
- 1933: Middenstandswoning aan de Heerestraat, Middelstum[3]
- 1933: Dubbel woonhuis aan de Van Ewsumlaan/Brouwerslaan, Middelstum[4]
- 1934: Verbouwing villa Mentheda, Middelstum[5]
- 1935: Woonhuis aan de Grachtstraat, Middelstum[6]
- 1935: Woonhuis aan de Van Ewsumlaan, Middelstum[7]
- 1935: Verbouwing gereformeerde kerk, Middelstum[8]
- 1936: Woonhuis aan de Heiliggravenweg, Appingedam[9]
- 1936: Woonhuis aan de Bredeweg, Kantens[10]
- 1936: Villaboerderij aan de Kantsterweg, Eppenhuizen[11]
- 1937: Voormalige lagere school, Middelstum[12]
- 1938: Woonhuis aan de Van Ewsumlaan, Middelstum[13]
- 1939: Gemeentehuis, Middelstum (niet uitgevoerd)[14]